# Jean Payer

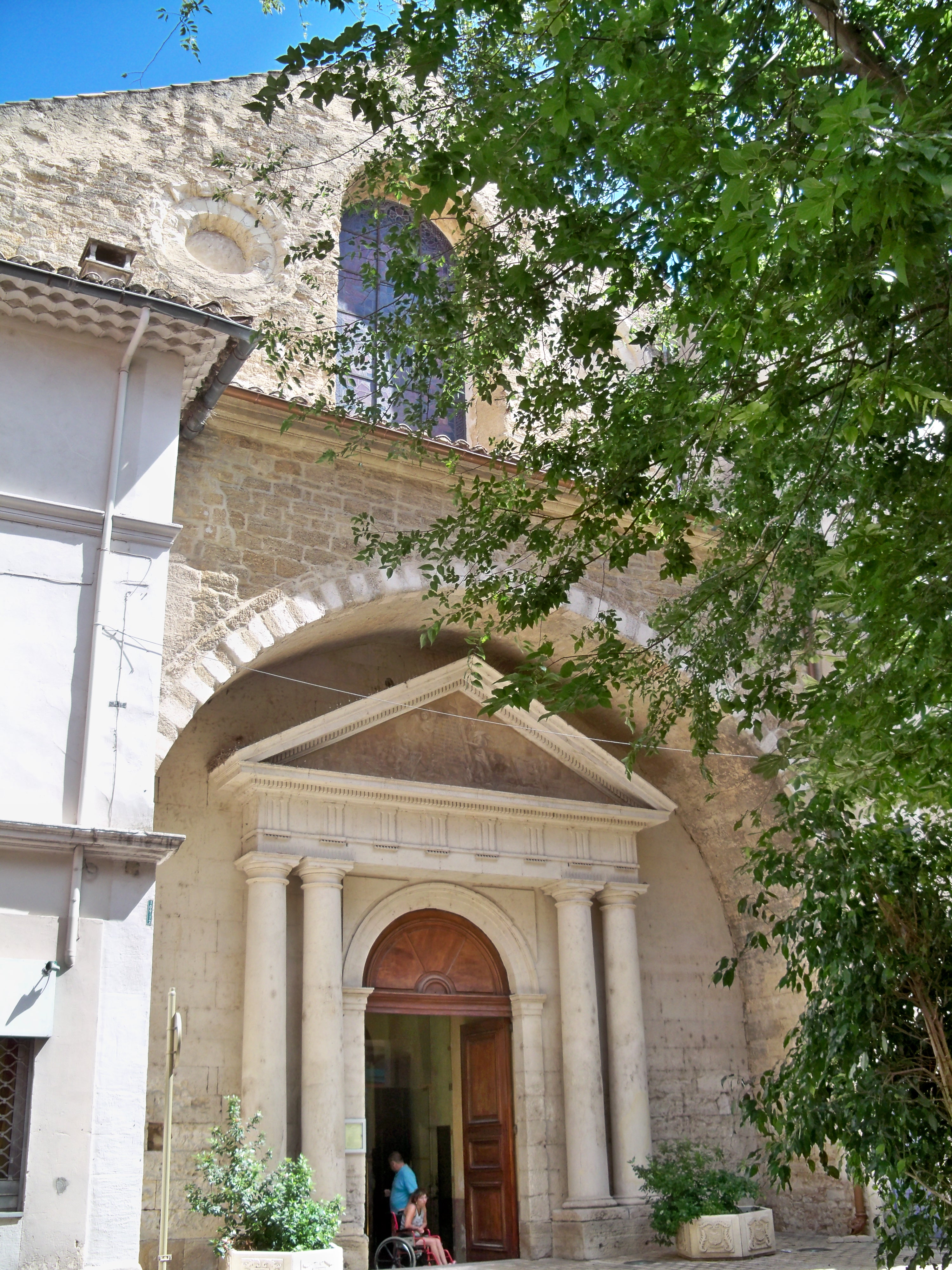
Kathedraal van Orange

Jean Payer ( - Avignon, 1466) was bisschop van Orange, gelegen in het prinsdom Oranje. Hij was bisschop van 1454 tot zijn dood in 1466, onder de naam Johannes III van Orange.

## Levensloop
Payer studeerde af als doctor in de theologie aan de universiteit van Avignon, gelegen in de Comtat Venaissin, een pauselijke staat. Hij werd aan diezelfde universiteit hoogleraar in de theologie. Payer was tevens proost van het kapittel van de kathedraal van Carpentras. 
In 1454 benoemde paus Nicolaas V Payer tot bisschop van Orange. Orange, Avignon en Carpentras behoorden toen tot de kerkprovincie Arles. De aartsbisschop van Arles, Pierre de Foix (1386-1464), bijgenaamd kardinaal de Foix de Oudere, riep in 1457 een synode samen. Payer nam hieraan deel. Het onderwerp was een feestdag te vinden voor de Onbevlekte Ontvangenis van Maria, zoals het Concilie van Bazel had aanbevolen. De synode koos voor 8 december voor de hele kerkprovincie Arles. 
Daarnaast stelde Payer een feest in in zijn eigen bisdom Orange: Allerzielen, wat hij plaatste in de 1e week na Pasen (1463).
Nadien trok hij zich terug bij de paters Celestijnen in Avignon, die hij nog kende van zijn tijd als professor. Hij stierf er in 1466 en werd in het Celestijnenklooster begraven.